# Espressif Systems
Espressif Systems ist ein chinesisches Unternehmen der Halbleiterindustrie mit Hauptsitz in Shanghai, Volksrepublik China.
Espressif Systems entwickelt und vertreibt Computerchips, Mikroprozessoren, System-on-a-Chip-Lösungen (SoC), Development Boards und andere verwandte Produkte. Zu den Hauptprodukten zählen vor allem die netzwerkfähigen 32-Bit-Mikrocontrollerfamilien ESP8266 und ESP32, die einen kostengünstigen Zugang zum Internet der Dinge bieten. Unternehmensaktien werden an der Shanghai Stock Exchange (SHA) unter der Kennung 688018 gehandelt.